# Crni Kal
Crni Kal es una localidad de Croacia en el ejido de la ciudad de Senj, condado de Lika-Senj.

## Geografía
Se encuentra a una altitud de 520 m s. n. m. a 163 km de la capital nacional, Zagreb.

## Demografía
En el censo 2011 el total de población de la localidad fue de 72 habitantes.
| Gráfica de población de Crni Kal 1857-2011                          |
|                                                                     |
| Según los censos de población de la oficina estadística de Croacia. |